# René Coty
René Jules Gustave Coty (phát âm tiếng Pháp: [ʁəne kɔti]; 20 tháng 3, 1882 - 22 tháng 11 năm 1962) từng là Tổng thống Pháp từ 1954 đến 1959. Ông là tổng thống thứ hai và cũng là cuối cùng của Đệ tứ Cộng hòa Pháp.